# Xerox PARC

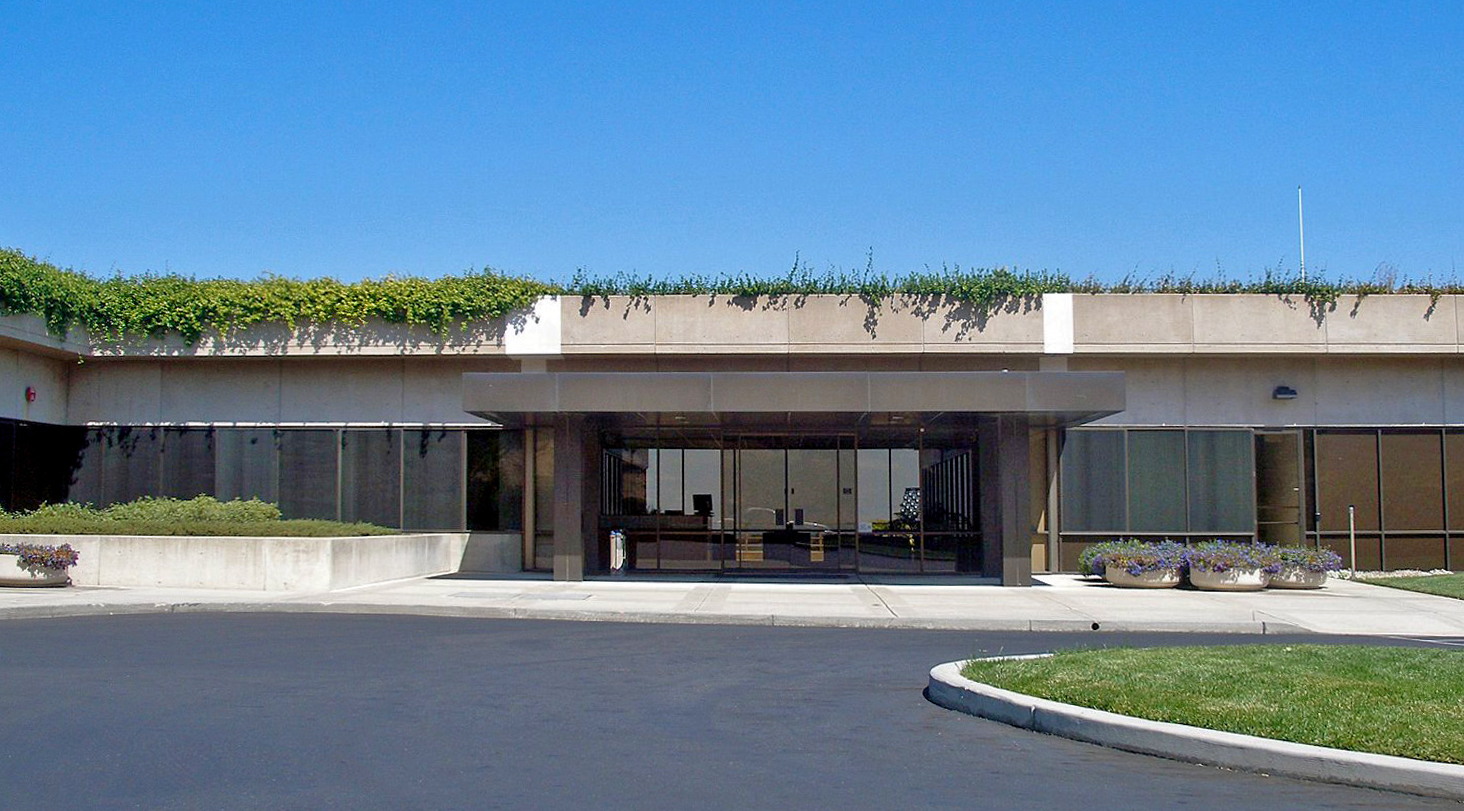
Xerox Palo Alto Research Center (Eingangsbereich)

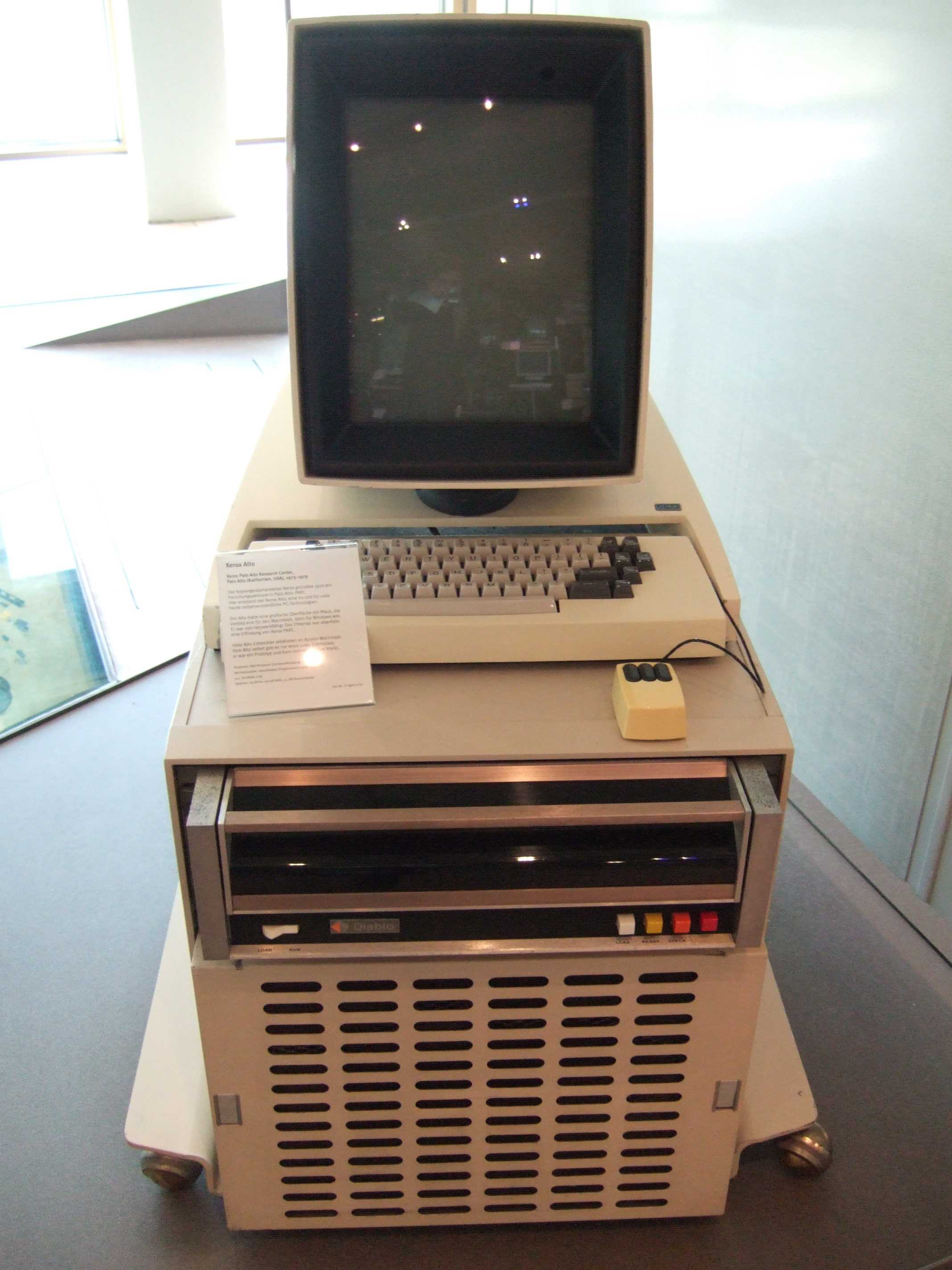
Xerox Alto, der am PARC entwickelte erste Computer mit grafischer Benutzeroberfläche und Maus

Das Forschungszentrum Xerox Palo Alto Research Center (kurz auch: Xerox PARC bzw. nur PARC) wurde 1970 auf Anregung des Xerox-Chefwissenschaftlers Jack Goldman im kalifornischen Palo Alto gegründet. Das Unternehmen ist Teil des Xerox-Konzerns.
Xerox verlor Anfang der 1970er Jahre den Patentschutz für die Xerographie (Fotokopierer) und fürchtete, Marktanteile an japanische Hersteller zu verlieren. Um dem entgegenzuwirken, sollte PARC neue Technologien für Xerox entwickeln, damit die Firma auch weiterhin ihre marktbeherrschende Stellung im Bereich der Bürotechnik beibehalten könne. Im Lauf der 1970er Jahre wurden dort mehrere bahnbrechende Technologien wie die Netzwerktechnik Ethernet und das Konzept der grafischen Benutzeroberfläche (GUI) mit Maus-Bedienung entwickelt, die zu Standards in der Informationstechnik wurden. Xerox konnte jedoch, bis auf den Laserdrucker, selbst keine davon zum Erfolg führen. Stattdessen gründete etwa der Ethernet-Erfinder Robert Metcalfe erfolgreich seine eigene Firma 3Com, und Steve Jobs führte das bei einem Besuch des PARC aufgeschnappte GUI-Konzept bei Apple zum Erfolg.

## Namen
Das Forschungszentrum veränderte im Verlauf der Zeit leicht seinen Namen. Die folgenden Bezeichnungen sind bekannt:
- Xerox Palo Alto Research Center
- Xerox PARC
- PARC (Kurzname laut Firmenauftritt, Stand 2023)[2]
- parc – A Xerox Company (offizielle Eigenschreibweise laut Webseite, Stand 2023)
- PARC, a Xerox Company (offizielle Firmenadresse, Stand 2023)

## Geschichte
Zum Zeitpunkt der Gründung wurde George Pake zum leitenden Direktor ernannt.
Wird im Kontext der Informatik über PARC gesprochen, dann ist meist das Computer Science Laboratory gemeint, das aber nur einen Teil von PARC bildete. Dieses Labor stand ursprünglich offiziell unter der Leitung von Jerome I. Elkind, wurde insgeheim aber von Robert W. Taylor geführt, der zuvor bereits bei DARPA am ARPANET-Projekt beteiligt war.
Auf PARC gehen viele Errungenschaften moderner Computertechnik zurück:
Hier wurde der erste Laserdrucker entwickelt, VLSI anhand neuer Entwurfsmethoden ermöglicht, Ethernet erfunden, eine eigene Serie von Lisp-Maschinen entworfen, mit SuperPaint die erste computergestützte grafische Bildbearbeitung, die Programmiersprache Smalltalk als Vorbild vieler moderner objektorientierter Programmiersprachen, das Konzept des Laptops entwickelt (Alan Kays Dynabook), die erste grafische Benutzeroberfläche entwickelt und im Xerox-Alto-Rechner erstmals eingesetzt, das WYSIWYG-Modell (What you see is what you get) als Grundprinzip für die GUI aufgestellt und umgesetzt und der Vorläufer von PostScript entwickelt.
Mit Ausnahme des Laserdruckers, der von Xerox erfolgreich in Form des Laserkopierers vermarktet wurde, hat es Xerox nicht geschafft, diese Erfindungen erfolgreich auf den Markt zu bringen.
Das Xerox-Management war so sehr auf Fotokopierer fixiert, dass es das Potential der erarbeiteten Entwicklungen nicht erkannte.
Mit dem Xerox Star wurde erfolglos versucht, ein grafisches Textverarbeitungssystem auf den Markt zu bringen.
Der Erfolg blieb anderen Firmen vorbehalten, zum einen Apple und Microsoft, die Betriebssysteme mit grafischer Benutzeroberfläche auf den Markt brachten, zum anderen einer großen Reihe von Abgängern aus PARC selbst, die eigene Firmen gründeten, um ihre Erfindungen zu vermarkten.
Die prominentesten Beispiele dürften Robert Metcalfe sein, der 3Com gründete, um Ethernet vermarkten zu können, und John Warnock, der PARC verließ, um Adobe zu gründen und damit seine Erfindung Interpress fortan unter dem Namen PostScript zu vermarkten.
In der Tat wurden Konkurrenten sogar in die Entwicklungsabteilungen eingelassen. Darunter waren unter anderem Steve Jobs und Bill Gates, die sich dort den Xerox Alto ansehen konnten und das dort gewonnene Wissen für eigene Produkte einsetzten. Jahre später beklagte Jobs, dass Microsoft das Konzept der GUI bei Apple gestohlen habe, worauf Bill Gates antwortete:

“Well, Steve, I think there's more than one way of looking at it. I think it's more like we both had this rich neighbor named Xerox and I broke into his house to steal the TV set and found out that you had already stolen it.”

„Also, Steve, ich finde, man kann das auch anders sehen. Ich denke es war eher so, dass wir beide diesen reichen Nachbarn namens Xerox hatten, bei dem ich einbrach, um den Fernseher zu klauen, und feststellte, dass du ihn bereits gestohlen hattest.“

PARC ist heutzutage auch ein Inkubator für Startups wie SolFocus (Konzentratorsolarzellen) oder kooperiert mit Powerset, einer Suchmaschine, die Beziehungen in der natürlichen Sprache versteht.

## Bekannte ehemalige Beschäftigte
Neben den erwähnten Alan Kay, John Warnock, Robert Metcalfe: Weitere bekannte Forscher am Xerox PARC waren Lynn Conway (VLSI), Adele Goldberg (Smalltalk), Neil J. Gunther (PARCbench), Daniel P. Huttenlocher (JBIG2), Butler Lampson (Alto, Laserdrucker, Ethernet, Bravo, Mesa), Calvin Quate, Eric Schmidt, Charles Simonyi (Bravo) und Charles P. Thacker (Alto, Ethernet, Laserdrucker), Charles Geschke (Mesa, Interpress), James H. Morris (Mesa und dessen Nachfolger Cedar). Mark Weiser, der den Begriff Ubiquitous Computing geprägt hat, war leitender Wissenschaftler am Xerox Palo Alto Research Center. Im Rahmen von Studentenprogrammen besuchten u. a. Andreas von Bechtolsheim, John Haugeland, Dana Scott und Niklaus Wirth Xerox PARC.